# Тавариш, Жилсон
Жи́лсон Беншимол Тава́риш (порт. Gilson Benchimol Tavares; род. 29 декабря 2001, Прая) — кабо-вердианский футболист, нападающий клуба «Акрон» и сборной Кабо-Верде.

## Клубная карьера
Тавариш — воспитанник клубов «Дамаиэнсе», «КР Фут», «Линда-а-Вейха», «Реал» и «Эшторил-Прая». 25 июля 2021 года в поединке Кубка португальской лиги против «Насьонал Фуншал» Жилсон дебютировал за основной состав последних.

## Карьера в сборной
20 октября 2020 года в товарищеском матче против сборной Гвинеи Жилсон дебютировал за сборную Кабо-Верде. В 2022 году Тавариш принял участие в Кубке Африке 2021 в Камеруне. На турнире он был запасным и на поле не вышел. 25 марта 2022 года в поединке против сборной Лихтенштейна Жилсон сделал хет-трик, забив свои первые голы за национальную команду. Тавариш был включён в состав сборной на Кубок африканских наций 2023 на замену травмированному Джанини.

### Голы за сборную Кабо-Верде
| #   | Дата             | Место                          | Противник   | Счёт | Результат | Соревнование                              |
| --- | ---------------- | ------------------------------ | ----------- | ---- | --------- | ----------------------------------------- |
| 01. | 25 марта 2022    | Пинатар Арена, Мурсия, Испания | Лихтенштейн | 0:1  | 0:6       | Товарищеский матч                         |
| 02. | 25 марта 2022    | Пинатар Арена, Мурсия, Испания | Лихтенштейн | 0:3  | 0:6       | Товарищеский матч                         |
| 03. | 25 марта 2022    | Пинатар Арена, Мурсия, Испания | Лихтенштейн | 0:4  | 0:6       | Товарищеский матч                         |
| 04. | 10 сентября 2023 | Стад де Кегюэ, Ломе, Того      | Того        | 0:2  | 3:2       | Квалификация Кубка африканских наций 2023 |